# 卓上芸術
卓上芸術（たくじょうげいじゅつ）とは大正時代末期に鏑木清方が命名した美術用語である。

## 概要
展覧会などで仰いで見る「会場芸術」（展覧会芸術）や掛け軸などの「床の間芸術」と異なり、手にとって俯いて絵を細かく味わう巻子や画帖、版画などを「卓上芸術」という。大正の一時期、鏑木清方が名付け主唱した。清方の『註文帳』や『にごりえ』がその典型的な例として挙げられる。